# Tre uomini in barca (film)
Tre uomini in barca (Three Men in a Boat) è un film britannico del 1956, diretto da Ken Annakin. Tratto dal romanzo omonimo di Jerome Klapka Jerome, il film vede nel cast Laurence Harvey, Jimmy Edwards, David Tomlinson, Jill Ireland, Lisa Gastoni.

## Trama
Londra, ultimi anni del XIX secolo. George, Harris e Jerome, tre amici di età adulta, scapoli e ipocondriaci, decidono che l'unico modo per rilassarsi è fare un viaggio in barca sul Tamigi. I tre iniziano a risalire il fiume. Per loro, abituati alla sicura monotonia dei lavori d'ufficio che svolgono ogni giorno, sarà un ritorno all'infanzia, e uno di loro addirittura si innamorerà ricambiato.